# Ga Hai (sjö i Kina)
Ga Hai är en sjö i Kina. Den ligger i provinsen Qinghai, i den nordvästra delen av landet, omkring 120 kilometer väster om provinshuvudstaden Xining. Ga Hai ligger 3 197 meter över havet. Arean är 48 kvadratkilometer. Trakten runt Ga Hai består i huvudsak av gräsmarker. Den sträcker sig 10,7 kilometer i nord-sydlig riktning, och 6,9 kilometer i öst-västlig riktning.
Genomsnittlig årsnederbörd är 423 millimeter. Den regnigaste månaden är juli, med i genomsnitt 110 mm nederbörd, och den torraste är januari, med 2 mm nederbörd.